# Leopoldamys
Leopoldamys is een geslacht van knaagdieren uit de muizen en ratten van de Oude Wereld dat voorkomt in Zuidoost-Azië. Daar komt het geslacht voor van Noordoost-India en Midden-China (Zuid-Anhui) tot Java en Borneo. De soorten van dit geslacht werden oorspronkelijk in Rattus geplaatst (later als een apart ondergeslacht), en door Musser (1981) in een apart geslacht gezet. Dit geslacht is vanaf het Laat-Plioceen bekend van geïsoleerde tanden uit Zuidoost-Azië.
Dit geslacht omvat zeer grote ratten met lange staarten, een korte vacht en vier mammae. De schedel is kort en smal. De rugvacht is bruinachtig en wordt sterk gescheiden van de witte buik. De dieren hebben 42 of 44 chromosomen. De achtervoeten zijn lang en smal, de oren juist klein. De kop-romplengte bedraagt 180 tot 275 mm, de staartlengte 300 tot 420 mm en het gewicht 200 tot 495 gram.

## Soorten
Er zijn negen levende soorten:
- Leopoldamys ciliatus (Sumatra en Malakka)
- Leopoldamys diwangkarai (Borneo en Java)
- Leopoldamys edwardsi (Noordoost-India en Midden-China tot Noord-Thailand)
- Leopoldamys hainanensis (Hainan)
- Leopoldamys herberti (Zuidoost-Bangladesh en Noord-Vietnam tot China)
- Leopoldamys milleti (Zuid-Vietnam)
- Leopoldamys neilli (Thailand)
- Leopoldamys sabanus (Myanmar en Thailand tot West-Indonesië)
- Leopoldamys siporanus (Mentawai-eilanden bij Sumatra)

### Fossiele soorten
- Leopoldamys edwardsioides (Vroeg-Pleistoceen van Sichuan en Guizhou)
- Leopoldamys minutus (Laat-Plioceen en Vroeg-Pleistoceen van Thailand)

Abditomys · 
Abeomelomys · 
Aethomys · 
Anisomys · 
Anonymomys · 
Apodemus · 
Apomys · 
Archboldomys · 
Arvicanthis · 
Baiyankamys · 
Baletemys · 
Bandicota · 
Batomys · 
Berylmys · 
Brassomys · 
Bullimus · 
Bunomys · 
Canariomys · 
Carpomys · 
Chingawaemys · 
Chiromyscus · 
Chiropodomys · 
Chiruromys · 
Chrotomys · 
Coccymys · 
Colomys · 
Congomys · 
Conilurus · 
Coryphomys · 
Crateromys · 
Cremnomys · 
Crossomys · 
Crunomys · 
Dacnomys · 
Dasymys · 
Dephomys · 
Desmomys · 
Diomys · 
Diplothrix · 
Echiothrix · 
Eropeplus · 
Frateromys · 
Golunda · 
Gracilimus · 
Grammomys · 
Hadromys · 
Haeromys · 
Halmaheramys · 
Hapalomys · 
Heimyscus · 
Hybomys · 
Hydromys · 
Hylomyscus · 
Hyomys · 
Hyorhinomys · 
Kadarsanomys · 
Komodomys · 
Lamottemys · 
Leggadina · 
Lemniscomys · 
Lenomys · 
Lenothrix · 
Leopoldamys · 
Leporillus · 
Leptomys · 
Limnomys · 
Lorentzimys · 
Macruromys · 
Madromys ·
Malacomys · 
Mallomys · 
Malpaisomys · 
Mammelomys · 
Margaretamys · 
Mastacomys · 
Mastomys · 
Maxomys · 
Melasmothrix · 
Melomys · 
Mesembriomys ·
Micaelamys · 
Microhydromys · 
Micromys · 
Millardia · 
Mirzamys · 
Montemys · 
Mus · 
Musseromys · 
Mylomys · 
Myomyscus · 
Nesokia · 
Nilopegamys · 
Niviventer · 
Notomys · 
Ochromyscus · 
Oenomys ·
Otomys · 
Palawanomys · 
Papagomys · 
Parahydromys · 
Paraleptomys · 
Paramelomys · 
Parotomys · 
Paucidentomys · 
Paulamys · 
Pelomys · 
Phloeomys · 
Pithecheir · 
Pithecheirops · 
Pogonomelomys · 
Pogonomys · 
Praomys · 
Protochromys · 
Pseudohydromys · 
Pseudomys · 
Rattus · 
Rhabdomys · 
Rhynchomys · 
Saxatilomys ·
Serengetimys ·
Solomys · 
Sommeromys · 
Soricomys · 
Spelaeomys · 
Srilankamys · 
Stenocephalemys · 
Stochomys · 
Sundamys · 
Taeromys · 
Tarsomys · 
Tateomys · 
Thallomys · 
Thamnomys · 
Tokudaia · 
Tonkinomys ·
Tryphomys · 
Typomys · 
Uromys · 
Vandeleuria · 
Vernaya · 
Xenuromys · 
Xeromys · 
Zelotomys · 
Zyzomys
Leopoldamys ciliatus · Leopoldamys diwangkarai · Leopoldamys edwardsi · Leopoldamys edwardsioides† · Leopoldamys hainanensis · Leopoldamys herberti · Leopoldamys milleti · Leopoldamys minutus† · Leopoldamys neilli · Leopoldamys sabanus · Leopoldamys siporanus